# Karta Etyczna Mediów
Karta Etyczna Mediów – polski dokument zawierający podstawowe zasady dotyczące etyki dziennikarskiej. Został podpisany 29 marca 1995, przez przedstawicieli największych polskich spółek medialnych i stowarzyszeń. Karta zawiera siedem zasad, według których powinni postępować dziennikarze. Treść Karty została opracowana przez Stowarzyszenie Dziennikarzy Polskich, jednak sam pomysł na nią wyszedł od Duszpasterstwa Środowisk Twórczych. Pomysłodawcą ostatecznie zaakceptowanej wersji był Jacek Żakowski. Jednocześnie została powołana Rada Etyki Mediów, która ma strzec przestrzegania zasad znajdujących się w Karcie Etycznej.

## Zasady
Karta zawiera siedem zasad:
- Zasada prawdy
- Zasada obiektywizmu
- Zasada oddzielania informacji od komentarza
- Zasada uczciwości
- Zasada szacunku i tolerancji
- Zasada pierwszeństwa dobra odbiorcy
- Zasada wolności i odpowiedzialności

## Podpisy
Pod Kartą Etyczną Mediów podpisali się:
- Prezes Stowarzyszenia Dziennikarzy Rzeczypospolitej Polskiej – Marian Podkowiński
- Prezes Stowarzyszenia Dziennikarzy Polskich – Andrzej Sawicki
- Prezes Katolickiego Stowarzyszenia Dziennikarzy – Maciej Łętowski
- Przewodnicząca Syndykatu Dziennikarzy Polskich – Anna Borkowska
- Prezes Związku Zawodowego Dziennikarzy – Piotr Górski
- Prezes Telewizji Polskiej S.A. – Wiesław Walendziak
- Prezes Polskiego Radia S.A. – Krzysztof Michalski
- Telewizja POLSAT – Bogusław Chrabota i Barbara Pietkiewicz-Trzeciak
- Prezes Unii Wydawców Prasy – Michał Komar
- Prezes Stowarzyszenia Niezależnych Producentów Filmowych i Telewizyjnych – Jan Dworak
- Prezes Stowarzyszenia Polskiej Prywatnej Radiofonii – Wojciech Reszczyński
- Duszpasterz środowisk twórczych – ks. Wiesław Niewęgłowski
- Przewodniczący Związku Zawodowego Dziennikarzy Telewizyjnych – Mariusz Jeliński